# Thalassodes semihyalina
Thalassodes semihyalina là một loài bướm đêm trong họ Geometridae.